# Abdel Aal Rashid
Abdel Aal Ahmed Rashid (in arabo عبد العال احمد راشد‎?; Alessandria d'Egitto, 27 dicembre 1927) è un ex lottatore egiziano, specializzato nella lotta greco-romana.

## Palmarès

### Olimpiadi
- Bronzo a Helsinki 1952 nei pesi piuma.